# Miraculum
Pour plus de détails, voir Fiche technique et Distribution.
Miraculum est un film québécois sorti le 28 février 2014, réalisé par Podz.

## Synopsis
Simon rentre au pays après plusieurs années passées à l'étranger. Il transporte de la drogue afin de réparer une erreur commise il y a longtemps, mais il souhaite quitter le pays le plus tôt possible. Raymond veut emmener sa maîtresse Louise en voyage mais, à soixante ans, cette dernière ne veut pas quitter son mari. Martin ment à sa conjointe Évelyne à la veille de leur départ pour des vacances et passe sa journée au casino. Étienne, qui est Témoin de Jéhovah, est gravement malade mais refuse toute transfusion. Sa fiancée Julie, infirmière, est confrontée à un dilemme lorsqu'un passager gravement brûlé est admis à l'hôpital après un écrasement d'avion.

## Fiche technique
- Titre original : Miraculum
- Réalisation : Podz
- Scénario : Gabriel Sabourin
- Conception artistique : Emmanuel Fréchette
- Costumes : Monic Ferland
- Maquillage : Marlène Rouleau
- Coiffure : Ann-Louise Landry
- Photographie : Claudine Sauvé
- Son : Claude La Haye, Pierre-Jules Audet, Luc Boudrias
- Montage : Valérie Héroux
- Production : Pierre Even et Marie-Claude Poulin
- Société de production : Item 7
- Société de distribution : Les Films Séville
- Budget : 4,6 millions de dollars[1]
- Pays d'origine :  Canada
- Langue originale : français
- Format : couleur (Technicolor) — 35 mm — format d'image : 2,35:1 (Techniscope) — son Dolby numérique
- Genre : drame
- Durée : 110 minutes
- Dates de sortie :
  - Canada : 20 février 2014 (première en ouverture des 32es Rendez-vous du cinéma québécois)[2]
  - Canada : 28 février 2014 (sortie en salle au Québec)
  - Canada : 10 juin 2014 (DVD et Blu-ray)
  - Australie : 17 août 2014 (Possible Worlds Film Festival)

## Distribution
- Marilyn Castonguay : Julie Beaudry
- Gabriel Sabourin : Simon
- Robin Aubert : Martin Lemay
- Xavier Dolan : Étienne Simard
- Julien Poulin : Raymond Samson
- Louise Turcot : Louise Carpentier
- Anne Dorval : Évelyne Lemay
- Sylvain Marcel : Michel Beaudry, père de Julie
- Violette Chauveau : Madeleine Simard
- Gilbert Sicotte : le mari de Louise
- Sarianne Cormier : Kim
- Cynthia Trudel : Mary
- Michel Laperrière : Monsieur Thibault
- Jean-Nicolas Verreault : Maxime
- Steve Laplante : Dr Tremblay
- Rachel Graton : Mélanie
- Hubert Proulx : Tom
- Karelle Tremblay : Karine
- Marie-France Lambert : Dre Saint-Jacques
- Diane-Marie Racicot : Diane Thibault
- Guillaume Cyr : 1er homme dans le parc
- Mickaël Gouin : 2e homme dans le parc

## Nominations
Prix Jutra 2015
- 2 nominations :
  - Prix Jutra du meilleur acteur de soutien pour Robin Aubert
  - Prix Jutra de la meilleure coiffure pour Ann-Louise Landry